# Universidad de Fudan
La Universidad Fudan (en chino tradicional, 復旦大學; en chino simplificado, 复旦大学; pinyin, Fùdàn Dàxué; Abreviatura: Fudan) es una importante  universidad de Investigación pública en Shanghái, China. Está ampliamente considerada como una de las universidades más prestigiosas y selectivas de China. Fundada en 1905, poco antes del final de la dinastía Qing imperial de China, Fudan fue la primera universidad establecida de forma independiente por el pueblo chino. Fudan es miembro de la élite de la Liga C9 y una universidad estatal de clase A Una Universidad de Doble Primera Clase identificada por el Ministerio de Educación de la República Popular China.
Fudan es conocida por su rigor académico. Anteriormente era conocida por su ambiente liberal, aunque en los últimos años ha sido criticada por el aumento de la censura. Es un importante centro académico de humanidades, ciencias naturales y estudios médicos chinos. Fudan goza de la reputación de La Academia número 1 de Jiangnan (江南第一学府). Durante los últimos cien años, Fudan ha realizado importantes contribuciones al desarrollo del país, el rejuvenecimiento de la nación, el bienestar de la sociedad y el avance de la educación, la ciencia, la medicina y la tecnología nacionales. Fudan ha cultivado un número de talentos destacados y muchas figuras prominentes para la China moderna. Entre los exalumnos de Fudan destacan Chen Yinke, Chen Wangdao, Chu Coching, Yan Fu, Yu Youren y el "Kissinger de China" Wang Huning.
Fudan es una universidad colegiada con cinco facultades: Zhide (志德), Tengfei (腾飞), Keqing (克卿), Renzhong (任重) y Xide (希德). En la actualidad se compone de cuatro campus en Shanghai -Handan (邯郸), Fenglin (枫林), Zhangjiang (张江) y Jiangwan (江湾) - que comparten la misma administración central. Fudan tiene 17 hospitales afiliados.
En el QS Asian University Rankings 2021, la Universidad Fudan ocupa el tercer puesto en China y el sexto en Asia. La Universidad Fudan se encuentra constantemente entre las 100 mejores universidades del mundo según algunas de las clasificaciones universitarias más leídas del mundo, como el Academic Ranking of World Universities, el QS World University Rankings y el Times Higher Education World University Rankings.

## Historia
La Universidad de Fudan, entonces romanizada como Fuh Tan, fue fundada como Escuela Pública de Fudan en 1905, por Ma Xiangbo, SJ, que había renunciado a la Universidad Aurora. Los dos caracteres chinos Fu (復, significa "de nuevo") y Dan (旦, significa "mañana", "luz" ), que significan tanto "(la luz celestial brilla) día tras día" como "Aurora Revivido", fueron elegidos por Ma por recomendación de Yu You-jen, del Clásico confuciano Shangshu Dazhuan (en chino tradicional, 尙書大傳): "Itinerante como el crepúsculo, el sol brilla y la luna ilumina" (en chino tradicional, 日月光華，旦復旦兮). El lema universitario "Scientia et studium, quaestio et cogitatio" proviene de las Analectas Libro 19.6 (en chino tradicional, 博學而篤志，切問而近思), que significa "rico en conocimientos y tenaz en propósitos, indagando con seriedad y reflexionando con autopráctica".
En 1911, durante la Revolución de Xinhai, el colegio fue ocupado como cuartel general del Ejército Guangfu y cerró durante casi un año.
En 1917, la Escuela Pública de Fudan se convirtió en una universidad privada llamada Universidad Privada de Fudan (私立復旦大學), y también tenía una escuela media y una escuela preparatoria universitaria. En 1929, Fudan reorganizó sus departamentos, ampliándolos para incluir departamentos de periodismo, municipales, derecho, y educación.
Al comienzo de Guerra Sino-Japonesa en 1937 con el gobierno del Kuomintang la universidad se mudó al centro de la ciudad de Chongqing, donde en 1941 se transformó en universidad pública National Fudan University (國立復旦大學).
El 25 de diciembre de 1941, la Primera Reunión de la Quinta Conferencia de la Máxima Autoridad Ejecutiva del Gobierno Nacional de la República de China votó por cambiar la Universidad de Fudan (Chongqing) a una universidad pública con Wu Nanxuan como presidente. La Universidad de Fudan se convirtió entonces en la Universidad Nacional de Fudan. Tras el final de la Segunda Guerra Mundial, se trasladó de nuevo a Shanghái.

### 1949 - actualidad
Tras la fundación de la República Popular China en 1949, Fudan perdió su denominación "Nacional" y se convirtió en la Universidad de Fudan para reflejar el hecho de que todas las universidades bajo el nuevo estado socialista serían públicas. Fudan fue la primera universidad en ser reorganizada por el nuevo gobierno en 1952 y modelada según la educación soviética. Se modificaron los departamentos originales y se añadieron departamentos de artes y ciencias de al menos otras diez universidades del este de China. Partes de la Universidad Aurora se fusionaron en Fudan en 1952.
A finales de la década de 1970, después de la Revolución Cultural, la universidad se convirtió en una universidad moderna e integral.
La Universidad de Fudan y la Universidad de Medicina de Shanghái se fusionaron el 27 de abril de 2000.

## Instituciones

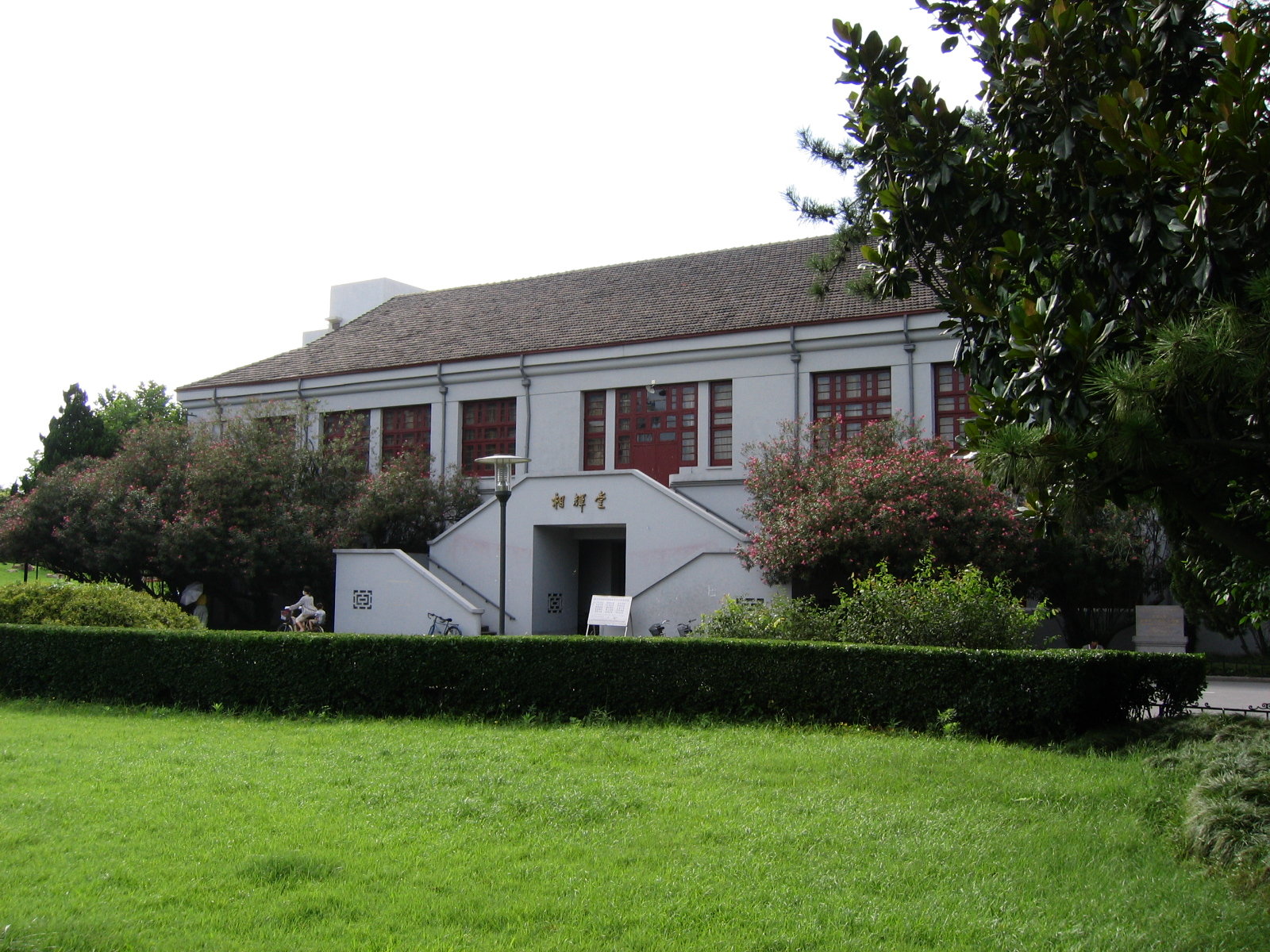
Auditorio Xianghui

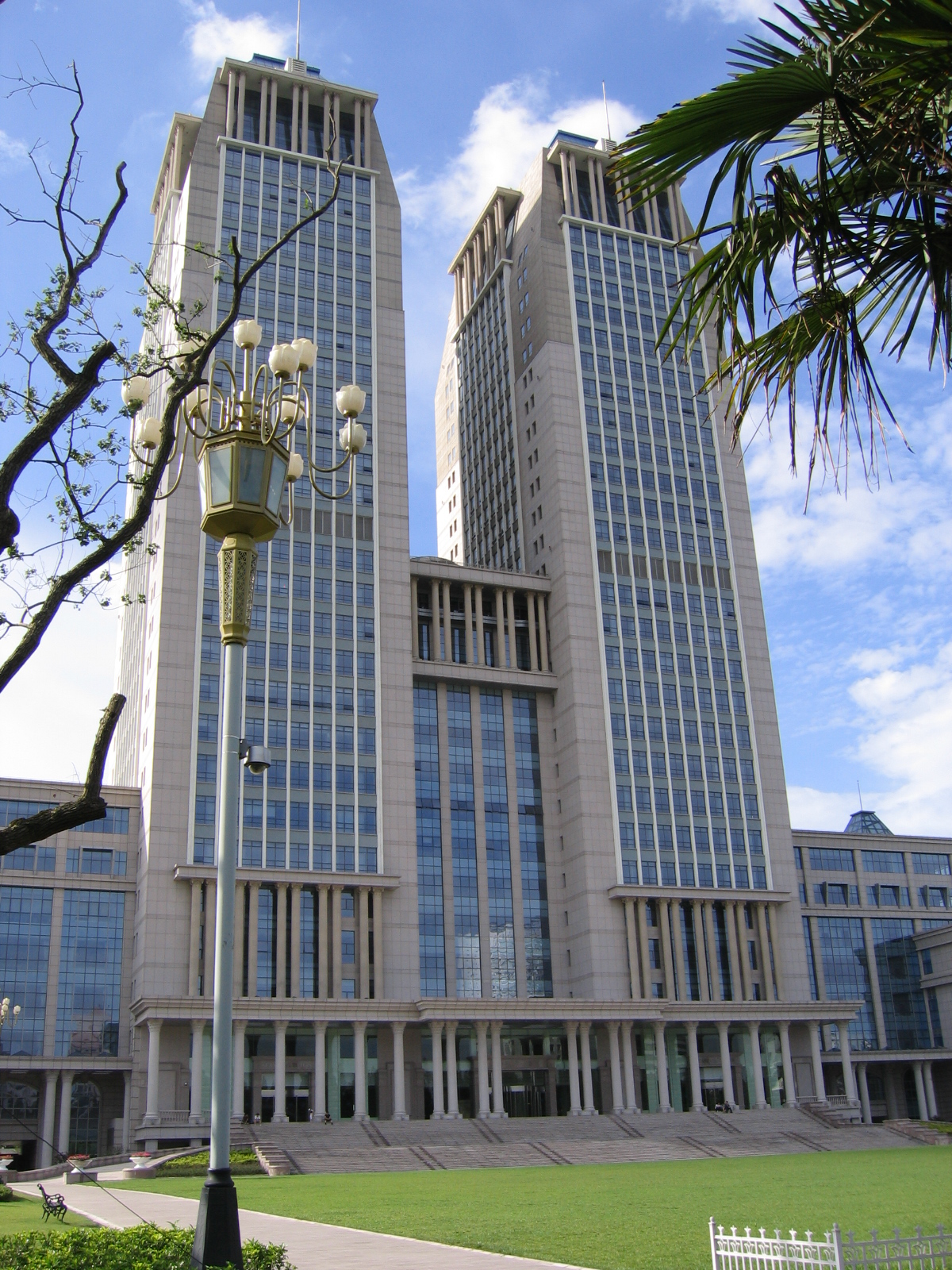
Guanghua Twin Towers

### Organizaciones
La Universidad de Fudan cuenta con 17 escuelas a tiempo completo, 69 departamentos, 73 programas de licenciatura, 22 disciplinas y 134 subdisciplinas autorizadas para otorgar títulos de doctorado, 201 programas de maestría, 6 programas de grado profesional, 7 centros clave de investigación en ciencias sociales del Ministerio de Educación de la República Popular China, 9 institutos nacionales de investigación y formación en ciencias básicas y 25 estaciones de investigación posdoctoral. Cuenta con 40 disciplinas clave nacionales concedidas por el Ministerio de Educación, tercero a nivel nacional. En la actualidad, cuenta con 77 institutos de investigación, 112 institutos de investigación transversal y 5 laboratorios clave nacionales.
La Universidad de Fudan cuenta con más de 45.000 matriculados, entre los que se encuentran los estudiantes a tiempo completo y los que cursan formación continua y educación en línea. Además, hay casi 1.760 estudiantes internacionales, ocupando el segundo lugar a nivel nacional.
La Universidad de Fudan cuenta con un claustro de investigadores de alto nivel de más de 2.600 profesores e investigadores a tiempo completo, entre los que se encuentran 1.350 catedráticos y profesores asociados, 47 académicos de la Academia China de Ciencias y de la Academia China de Ingeniería, cerca de 660 supervisores de doctorado, 26 profesores especiales y 2 profesores de cátedra del "Programa de Becarios Cheungkong", 3 profesores distinguidos y 10 profesores especiales de la Universidad de Fudan, 6 científicos principales del Proyecto 973 y 25 "Jóvenes Expertos con Contribuciones Prominentes al País".
La Universidad de Fudan cuenta con 17 hospitales afiliados, como el Hospital Zhongshan y el Hospital Huashan, que integran el servicio médico, la enseñanza de la medicina y la investigación.
La Universidad de Fudan cuenta con un "Dormitorio de Estudiantes Internacionales", un edificio reservado como alojamiento para cualquier estudiante de países distintos a China que estudie programas de grado o no.  Entre los exalumnos más destacados se encuentran Jennifer Chu y Audrey Lamsam, de Arcadia (California), que crearon una organización sin ánimo de lucro llamada "Food4Me" en 2012.  Esta organización surgió en primer lugar de sus estudios como estudiantes chinos sin titulación en la universidad.
Fudan es miembro de Universitas 21, un consorcio internacional de universidades impulsadas por la investigación.
Las torres gemelas Guanghua (en chino simplificado, 光华楼), situadas en el centro del campus de Handan, alcanzan los 140,5 metros, según se dice, los edificios más altos jamás construidos en un campus universitario en Asia, y el segundo del mundo.
La Escuela Secundaria Afiliada a la Universidad de Fudan, situada en el campus de Handan, es una de las escuelas secundarias más prestigiosas de toda China continental.

### Biblioteca
La Biblioteca de la Universidad de Fudan se estableció formalmente en 1922, anteriormente conocida como la Sala de Lectura de Wu Wu (1918). Hoy en día comprende la Biblioteca de Artes Liberales, la Biblioteca de Ciencias y la Biblioteca de Medicina, con una superficie total de 29.000 metros cuadrados.
A finales de 2004, la colección de la Biblioteca estaba compuesta por más de 4,4588 millones de ejemplares y artículos, entre libros, revistas, volúmenes encuadernados de periódicos y grabaciones audiovisuales. De todos ellos, 400.000 son libros encuadernados en hilo de clásicos chinos (incluidos 7.000 ejemplares raros), 100.000 son libros publicados durante el reinado de la República de China, y 1,392 millones son libros extranjeros. Además, hay 32.000 revistas y publicaciones periódicas chinas y extranjeras. Cada año se añaden 100.000 nuevos libros para ampliar la colección. La biblioteca está suscrita a unas 7.000 revistas impresas.
La biblioteca tiene acceso a 24.000 revistas electrónicas a texto completo y a más de 150 CD y bases de datos en línea. Dispone de ocho estanterías abiertas, dos salas de lectura general y 19 salas de lectura con funciones especializadas, con un total de 2.400 puestos. La biblioteca está abierta 112 horas semanales y atiende a más de 7.000 visitantes diarios.
La Biblioteca de la Universidad de Fudan está dividida en la Biblioteca Académica de Humanidades y Ciencias Sociales de China (CAHSL), el Centro Nacional de Libros de Texto Extranjeros para el Este de China (patrocinado por el Ministerio de Educación), el Centro de Documentación e Información de Artes Liberales y los Estantes Centrales de Libros Extranjeros de Artes Liberales. Además, la biblioteca cuenta con el Centro de Búsqueda de Documentos Electrónicos para Graduados de Shanghái, el Centro de Búsqueda de CDs compartido por las universidades del noreste de Shanghái, y la Estación de Búsqueda General de Información Actualizada de Ciencia y Tecnología autorizada por el Ministerio de Educación, la Estación de Búsqueda de Información Actualizada de Ciencia y Tecnología autorizada por el Comité de Ciencia y Tecnología de Shanghái. La biblioteca edita y publica dos revistas: Índice de China y Servicios de Información de las Instituciones de Educación Superior de Shanghai.

## Campus

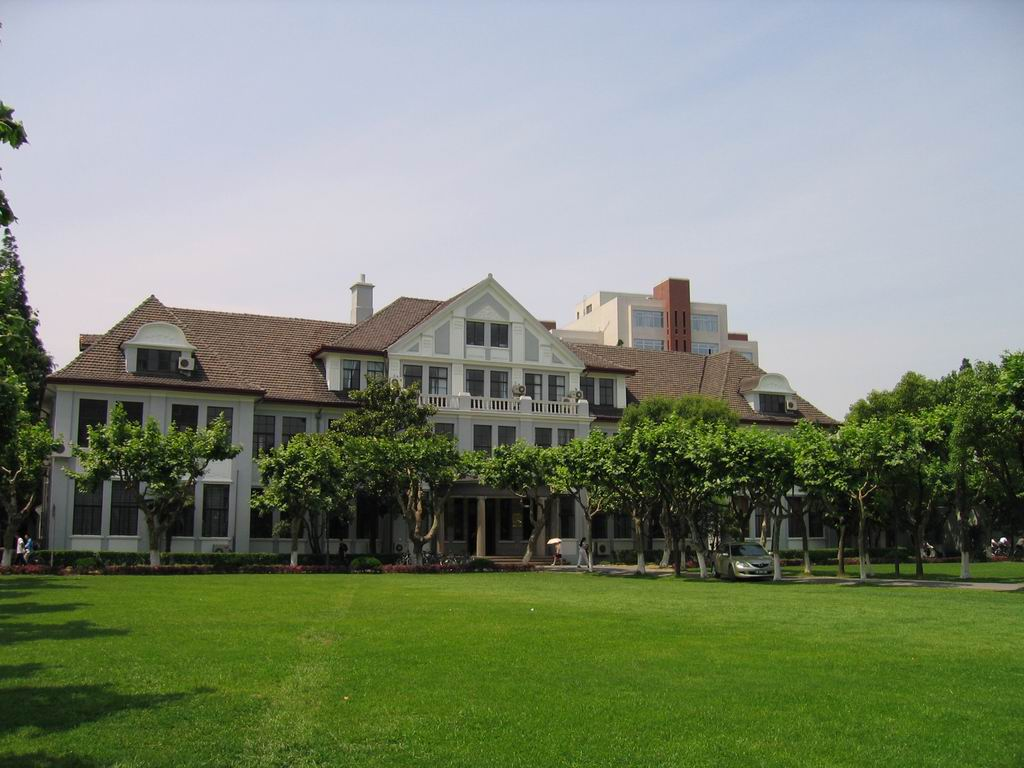
Edificio Zibinyuan en el campus de Handan

Fudan ha establecido una estructura de campus llamada "un cuerpo-dos alas", donde el cuerpo es el campus de Handan (邯鄲) y el campus de Jiangwan (江灣), que sólo están separados 2 millas (3,2 km), y las dos alas son el campus de Fenglin (楓林) y el campus de Zhangjiang (张江, 張江). Los cuatro campus están en el centro de Shanghai y comparten la misma administración central.

### Campus de Handan
El campus de Handan, el principal de Fudan, está situado en el Distrito de Yangpu, en Shanghai. Contiene la mayoría de las escuelas y departamentos. Los estudiantes de primer año viven en este campus. El campus de Handan consta de cuatro subcampus, a saber, el campus central, el campus sur, el campus norte y el campus este.

### Campus de Fenglin
El Colegio Médico de la Universidad de Fudan de Shanghái, o Centro Médico de la Universidad de Fudan (antigua Universidad Médica de Shanghái) se encuentra en el campus de Fenglin, situado en el Distrito de Xuhui, Shanghái. En julio de 2014, el campus comenzó un proyecto de construcción a gran escala de 2 años. Alrededor de 4000 estudiantes se trasladan fuera del antiguo campus para la construcción y en julio de 2017 los estudiantes volvieron a él.

### Campus de Zhangjiang
El campus de Zhangjiang está situado en el Parque Hi-Tech de Zhangjiang de Shanghái, en el Distrito de Pudong. Comprende la Escuela de Microelectrónica, la Escuela de Informática y Tecnología, la Escuela de Software y la Escuela de Farmacia.

### Campus de Jiangwan
A sólo 2 millas (3,2 km) del campus de Handan, el campus de Jiangwan es un nuevo campus de la Universidad de Fudan. La Facultad de Derecho se ha trasladado a Jiangwan, y otras facultades le seguirán, como la Facultad de Ciencias de la Vida, la Facultad de Lengua y Literatura Extranjeras y la Facultad de Desarrollo Social y Políticas Públicas.

## Controversias
En diciembre de 2019, la Universidad de Fudan cambió su constitución, eliminando la frase «independencia académica y libertad de pensamiento» (學術獨立和思想自由) e incluyendo un «compromiso de seguir el liderazgo del partido comunista» (學校堅持中國共產黨的領導), lo que provocó protestas entre los estudiantes.  También decía que la Universidad de Fudan tenía que «equipar a sus profesores y empleados» con el «Pensamiento Xi Jinping», lo que llevó a la preocupación por la disminución de la libertad académica de Fudan. 
El Gobierno húngaro llegó a un acuerdo para abrir el primer campus de la Universidad de Fudan fuera de China en Budapest en 2024. La ampliación costaría 540.000 millones de HUF, de los que 450.000 millones los pagaría el Estado húngaro con un préstamo chino. La construcción correría a cargo principalmente de empresas chinas. Profesionales de la educación y políticos denunciaron la inversión, alegando problemas económicos, de educación superior y de seguridad nacional. 